# Kaukasischer Klee
Kaukasischer Klee (Trifolium ambiguum) ist eine Pflanzenart aus der Gattung Klee (Trifolium) innerhalb der Familie der Hülsenfrüchtler (Fabaceae).

## Beschreibung

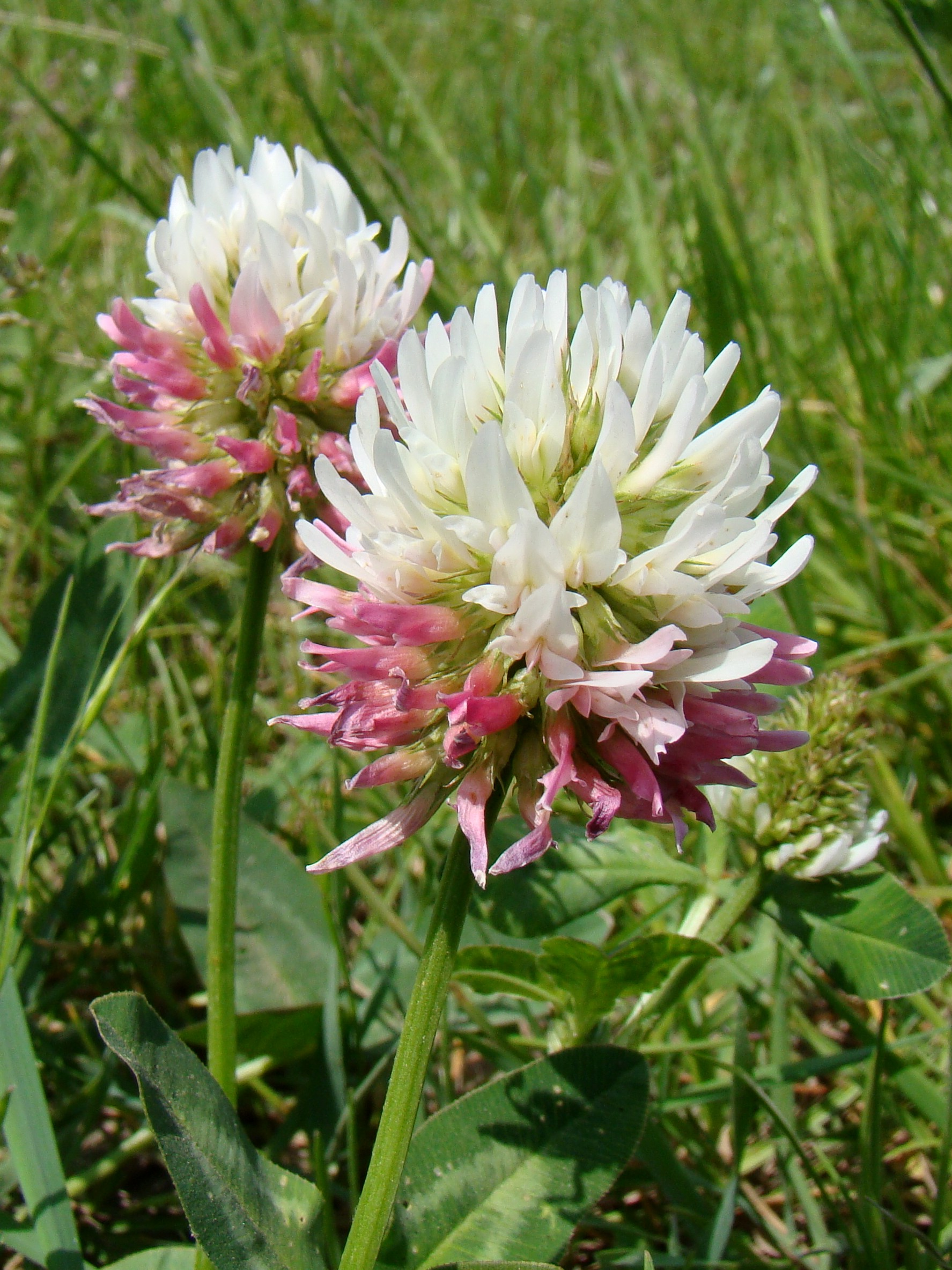
Blütenstände

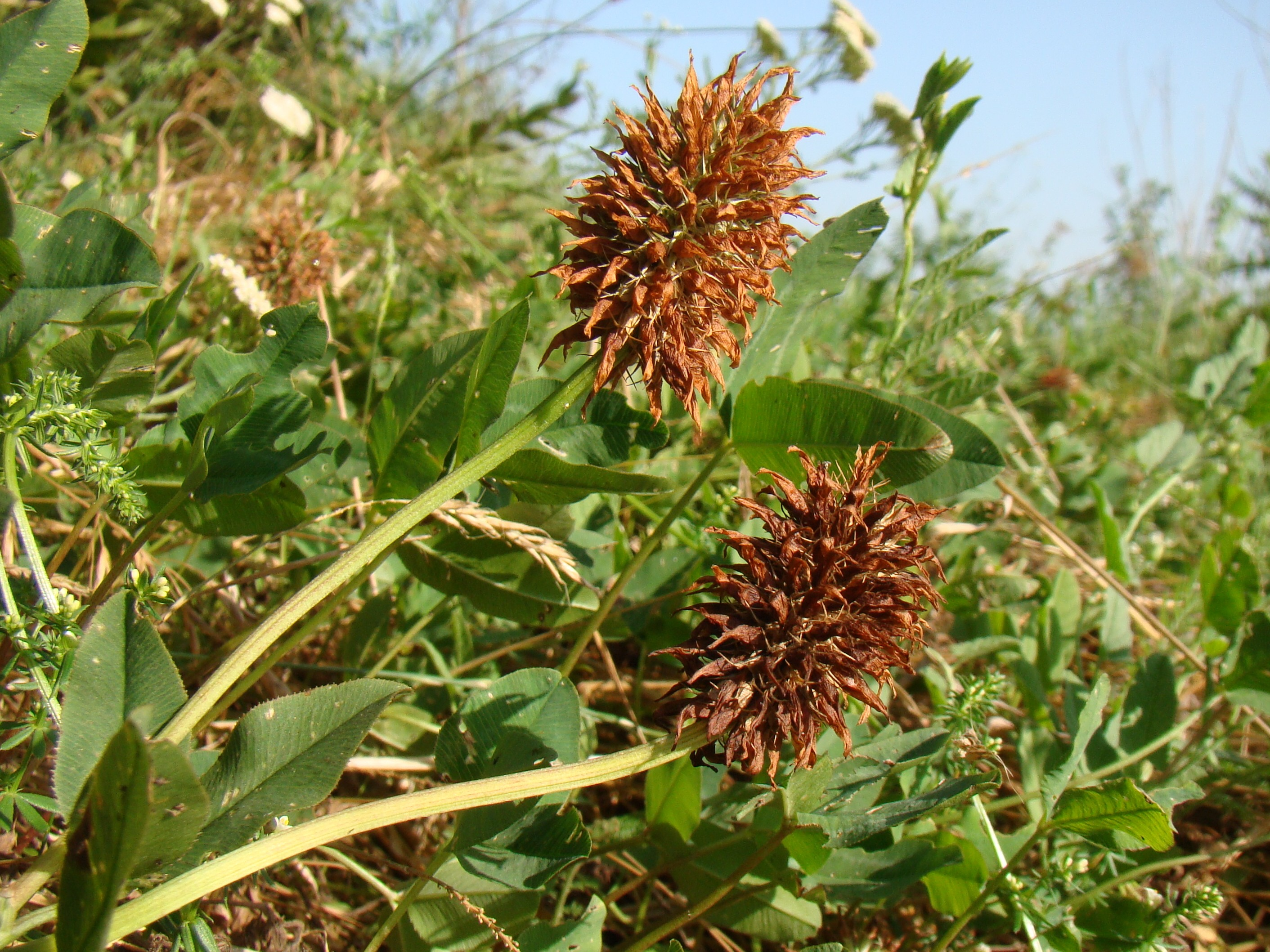
Nach der Anthese

### Vegetative Merkmale
Der Kaukasische Klee ist eine ausdauernde, krautige Pflanze, die Wuchshöhen von bis zu 60 Zentimetern erreicht. Der niederliegende oder aufsteigende Stängel ist kahl oder schwach behaart und verzweigt sich direkt an der Basis in mehrere Stängel. Es werden Rhizome gebilden.
Die wechselständig angeordneten Laubblätter sind in Blattstiel und -spreite gegliedert. Die Blattstiele sind meist relativ lang, die oberen kürzer. Die Blattspreite ist dreizählig unpaariggefiedert. Die Fiederblättchen sind bei einer Länge von 1 bis 3,5 Zentimetern sowie einer Breite von 0,6 bis 2 Zentimetern verkehrt-eiförmig bis breit-elliptisch. Der Blattrand ist zumindest bei den oberen Laubblättern gezähnelt und das obere Ende gerundet. Die Blattrippen treten deutlich hervor. Die blassen Nebenblätter sind breit und eiförmig.

### Generative Merkmale
Die Blütenstände stehen einzeln oder in Paaren. Die Blütenstände sind bei einer Länge von 2 bis 4 Zentimetern sowie einer Breite von 1 bis 2 Zentimetern breit-eiförmig bis fast kugelig, in der Fruchtreife zieht sich der Blütenstand in die Länge. Die Blütenstiele sind 4 bis 10 Zentimeter lang.
Die zwittrige Blüte ist zygomorph und fünfzählig mit doppelter Blütenhülle. Der weißliche Kelch ist 4 bis 5 Millimeter. Die Krone ist zunächst weißlich und verfärbt sich dann fleischfarben. Die Fahne ist eiförmig und deutlich länger als Schiffchen und Flügel.
Die Hülsenfrucht ist bei einer Länge von etwa 3 Millimetern ellipsoid. Jede Hülsenfrucht enthält nur einen oder zwei Samen. Die braunen Samen sind 1,6 bis 2 Millimeter groß.
Die Chromosomenzahl beträgt 2n = 16. Einige Linien sind aber auch polyploid mit 2n = 32 oder 2n = 48.

## Vorkommen
Das Verbreitungsgebiet umfasst ursprünglich Rumänien, den Kaukasusraum, die Republik Moldau, die Ukraine, die Krim, Südrussland sowie den asiatischen Teil der Türkei, den Irak und Iran.
Durch intensive Kultivierung konnte sie sich der Kaukasische Klee über ganz Osteuropa, Australien und die Vereinigten Staaten ausbreiten.
Kaukasischer Klee gedeiht auf Geröllfeldern, an Waldrändern und auf sandigen Standorten an Flüssen.

## Systematik
Die Erstbeschreibung von Trifolium ambiguum erfolgte 1808 durch Friedrich August Marschall von Bieberstein in Flora Taurico-Caucasica exhibens stirpes phaenogamas, in Chersoneso Taurica et regionibus caucasicis sponte crescentes, Band 2, Seite 208–209.
Die Art Trifolium ambiguum gehört zur Sektion Lotoidea aus der Gattung Trifolium innerhalb der Familie der Fabaceae.

## Nutzung
Kaukasischer Klee wird vor allem in Osteuropa intensiv als Viehfutter kultiviert. Er wird auch in nennenswertem Umfang in den Vereinigten Staaten und in Australien genutzt. Ebenfalls angebaut wird die Hybride Trifolium repens × Trifolium ambiguum aus Weiß-Klee und Kaukasischem Klee.